# Eugen von Hippel
Eugen von Hippel, nome completo Eugen Adolf Arthur von Hippel (Königsberg, 3 agosto 1867 – Gottinga, 4 luglio 1939), è stato un oculista e scienziato tedesco.

## Biografia
Studiò medicina a Heidelberg sotto l'oftalmologo Theodor Leber (1840-1917) e il neurologo Wilhelm Heinrich Erb (1840-1921).

## Carriera
Nel 1897 Hippel ottenne il titolo di "professore straordinario" a Heidelberg e nel 1909 divenne professore presso la clinica oculistica di Halle. Nel 1914 divenne professore di oftalmologia a Gottinga.
Nel 1904 Hippel descrisse un raro disturbo della retina e nel 1911 scoprì le basi anatomiche di questa malattia, che chiamò "angiomatosi retinae". Tuttavia, non fu che nel 1926 che il patologo svedese Arvid Lindau riconobbe un'associazione tra l'angiomatosi della retina con l'emangioblastoma del cervelletto e altre parti del sistema nervoso centrale. Questa condizione è conosciuta oggi come sindrome di von Hippel-Lindau (VHL).
Hippel fornito un contribuito con diversi scritti nei libri di testo riguardanti l'anatomia e le malattie dell'occhio. Era il figlio di Arthur von Hippel (1841-1916), pioniere del trapianto della cornea e zio del fisico tedesco-americano Arthur R. von Hippel (1898-2003).